# Depot II von Očihov
Das Depot II von Očihov (auch Hortfund II von Očihov) ist ein Depotfund der frühbronzezeitlichen Aunjetitzer Kultur aus Očihov im Ústecký kraj, Tschechien. Es datiert in die Zeit zwischen 2000 und 1800 v. Chr. Das Depot befindet sich heute im Naturhistorischen Museum in Wien.

## Fundgeschichte
Das Depot wurde 1878 etwa 500 m nördlich von Očihov beim Pflügen entdeckt. Die Fundstelle liegt am Rand einer Niederung am Zusammenfluss der Blšanka und des Valovský potok. Der Boden der Fundstelle war stark rot gefärbt und enthielt Schlacken und Keramik. Von hier stammen noch ein Bronzedepot und ein Einzelfund eines Hammers der Aunjetitzer Kultur.

## Zusammensetzung
Das Depot besteht aus 14 Goldobjekten: zwei Schleifenringe, sechs Noppenringe, fünf Spiralringe aus doppeltem Draht und eine Spirale.